# Majd Mastoura
Majd Mastoura, arab. مجد مستورة (ur. 30 kwietnia 1990 w Menzel Abderrahmane) – tunezyjski aktor filmowy. Laureat Srebrnego Niedźwiedzia dla najlepszego aktora na 66. MFF w Berlinie za rolę tytułową w filmie Hedi (2016) w reżyserii Mohameda Ben Attii. 
Zagrał również w filmach: Arab Blues (2019) Manele Labidi, Matka i syn (2022) Léonor Serraille, Cztery córki (2023) Kaouther Ben Hanii oraz Za górami (2023) Mohameda Ben Attii.